# ولیکا لوکا، تربنیه
ولیکا لوکا، تربنیه (اسلوونیایی: Velika Loka, Trebnje) یک زیستگاه انسانی در اسلوونی است که در Lower Carniola واقع شده‌است.

## خصوصیات
ولیکا لوکا ۴٫۱۶ کیلومترمربع مساحت و ۳۲۹ نفر جمعیت دارد و ۲۷۹٫۱ متر بالاتر از سطح دریا واقع شده‌است.